# Várady Ferenc (színművész)
Várady Ferenc (Nyírbogdány, Szabolcs vármegye, 1820. február 13. – Kolozsvár, 1893. július 23.) színész, színigazgató. Németh Emília férje.

## Élete
Szülői kisbirtokosok voltak Nyirbogdányban. Őt Debrecenben neveltették, ahol a híres református kollégiumnak volt jeles diákja, később pedig ugyanott jogászkodott, a református jogakadémián, de hamarosan beállt a színészek közé az 1840-es évek elején. 1843–44-ben Petőfi Sándorral lépett fel ugyanitt. Mindenféle szerepet játszott; leginkább jellemszerepekben érvényesült. Mint a szatmári társulat tagja nőül vette Németh Emiliát, a társulat fiatal, 17 éves tagját, akivel halála napjáig boldog házaséletet élt. Házasságukból 12 gyermekük született, kik közül többen szintén a színészetnek lettek érdemes munkásai, úgy mint Várady Antónia, később Sándor Emilné, Rózsa, később Heltai Nándorné, Emma, nagytehetségű drámai szende, fiatalon, 22 éves korában meghalt, Ibolya, később Orbán Árpádné, Ákos és Dezső.
Az 1848-as szabadságharc folyamán a Felvidéken és a Tiszántúlon tartózkodott, majd feleségével, Németh Emíliával Debrecenben tartózkodtak. Itteni színészkedése idején egy ideig negyedmagával, lakótársa volt a szintén velük egyidőben színészkedő Petőfi Sándornak. Sokszor beszélte, hogy a nagy költő zsörtölődő, kötekedő és összeférhetetlen természetű volt. Rendre mind megszökdöstek mellőle. Nem bírták elviselni zsarnokoskodását, holott a zsarnokságot ő ostorozta a legelszántabban. 1848-ban, már feleségével együtt volt a debreceni társulat tagja és itt érték őket a forradalmi események. Tanúi voltak a debreceni országgyűlésnek, Kossuth Lajos sorsdöntő beszédjének és a nagytemplomban a trónfosztó határozat kimondásának. Mikor az oroszok be törtek Debrecenbe — mesélték gyermekeiknek — a színtársulat tagjai akkor is próbát tartottak a színházban. Az oroszok oda is berontottak, de meglátva az előfüggönyre festett bibliai képet, térdre borultak, keresztet vetettek magukra és csendesen tovább mentek; senkit sem bántottak.
1850-ben színigazgató lett és az volt egyfolytában 40 évig. Mindenki szerette benne a humánus érzelmű, jóságos és puritán embert. Feleségével együtt ilyen szellemben nevelték gyermekeiket is. Az 1850-es évektől kezdte Magyarország déli részén fordultak meg: 1855-ben Szegeden, 1858-ban Pécsett, 1859-ben Aradon. Először 1861-ben Gyulán vezetett társulatot, ám nem járt sikerrel. Ugyanez év telén Lászy Vilmoshoz került Szatmárra, majd innét Komáromba ment 1863 tavaszán. Az 1860-as évek végén társulatigazgatónak nevezték ki, 1871-től pedig önálló igazgató volt 1886-os nyugalmazásáig, társulatát feleségével együtt vezette. Egy évben 3-4 helyen fordultak meg. 1879-től az ún. Székelyudvarhelyi kerület vezetői voltak. Társulatuk irányítását veszteségmentesen végezték, emiatt kapta a „becsületes Várady” nevet. Utolsó éveit — már mint öreg nyugdíjas — Székelyhídon élte le, ahol közbecsüléstől kísérve, 72 éves korában fejezte be érdemes életét.

## Fontosabb szerepei
- Grumio (William Shakespeare: A makrancos hölgy)
- Teleki Mihály (Szigligeti Ede: Béldi Pál)

## Működési adatai
1844: Kassa; 1845: Esztergom, télen: Kecskemét; 1846–47: Debrecen, Kolozsvár; 1848: Szatmár; 1870: Szeged.
Igazgatóként: 1869: Szombathely, Vasvár, Körmend (Krasznay Mihállyal); 1871: Hódmezővásárhely, Makó; 1872: Hódmezővásárhely, Orosháza; 1873: Békéscsaba, Gyula, Eger; 1874: Homonna, Nagymihály, Sátoraljaújhely, Baja; 1875: Kalocsa, Dunaföldvár, Abony, Rozsnyó, Homonna; 1876: Nagymihály, Beregszász, Nagykálló, Békéscsaba; 1877: Orosháza, Szarvas, Karcag; 1878: Nyíregyháza, Nyírbátor, Szilágysomlyó; 1879: Belényes, Déva, Dés. „Székelyudvarhelyi kerület”: telente: Udvarhely; nyáron: Erzsébetváros, Gyulafehérvár, Szászváros, Vajdahunyad, Kézdivásárhely, Fogaras.